# Salim-Sulaiman
Salim-Sulaiman sont deux frères, Salim et Sulaiman Merchant, chanteurs et compositeurs de musique de film hindi de Bollywood. 
Salim et Sulaiman ont composé de la musique pendant plus d'une décennie pour des films comme Neal 'n' Nikki, Chak De India, Rab Ne Bana Di Jodi et Fashion. 
Le duo a aussi composé pour plusieurs interprètes hindi-pop incluant Viva, Asmaan, Shweta Shetty, Jasmine et Style Bhai parmi d'autres ; il a composé et a produit plusieurs publicités TV et a collaboré avec des artistes comme Ustad Zakir Hussain et Ustad Sultan Khan. 
Ils ont obtenu leur première gros contract pour Bollywood quand Karan Johar leur a demandé de composer la musique du film, Kaal. Depuis ils composent pour des producteurs et réalisateurs bien connus comme Yash Chopra, Subhash Ghai et Ram Gopal Varma.

## Filmographie

### Chansons
- Band Baaja Baaraat (2010)
- Paathshaala (2010)
- Teen Patti (film) (2010)
- Pyaar Impossible (2009)
- Rocket Singh: Salesman of the Year (2009)
- Kurbaan (2009)
- Aashayein (2009)
- Luck (2009)
- The Wonder Pets (2009)
- 8 X 10 Tasveer  (2009)
- Rab Ne Bana Di Jodi (2008)
- Fashion (2008)
- Roadside Romeo (2008)
- Bombay to Bangkok (2008)
- Aaja Nachle (2007)
- Chak De India (2007)
- Dor (2006)
- Neal N Nikki (2006)
- Iqbal (en) (2006)
- Kaal (2005)
- Darna Mana Hai (2003)
- Bhoot (2003)
- Gate To Heaven (2003)
- Teen Deewarein (2003)
- Ghaath (2000)
- Hamesha (1997)

### Musique
- 2021 : Skater Girl de Manjari Makijany
- Paathshala (2010)
- Wanted (2009)
- Dostana (2008)
- Fashion (2008)
- Singh Is Kinng (2008)
- Dhoom 2 (2006)
- Krrish (2006)
- 36 China Town (2006)
- Pyare Mohan (2006)
- Being Cyrus (2006)
- Fight Club - Members Only (2006)
- Mere Jeevan Saathi (2006)
- Dosti: Friends Forever (2005)
- Vaah! Life Ho To Aisi (2005)
- Salaam Namaste (2005)
- No Entry (2005)
- Barsaat (2005)
- Maine Pyaar Kyun Kiya? (2005)
- Naina (2005)
- Matrubhoomi|Matrubhoomi: A Nation Without Women (2005)
- Vaada (2005)
- Koffee with Karan (Séries TV) (2004)
- Aitraaz (2004)
- Dhoom (2004)
- Shock (2004)
- Mujhse Shaadi Karogi (2004)
- Hyderabad Blues 2 (2004)
- Hum Tum (2004)
- Ab Tak Sodhi(2004)
- Agni Pankh (2004)
- Kahan Ho Tum (2003)
- Qayamat (2003)
- Moksha (2001)
- Pyaar Mein Kabhi Kabhi (1999)